# Club Rubio Ñu
Il Club Rubio Ñu è una società calcistica con sede nel barrio Santísima Trinidad della città di Asunción.

## Storia
Il club fu fondato il 24 agosto 1913 da un gruppo di amici che scelsero i colori bianco e verde come rappresentazione della purezza e della speranza.
Dopo la sua fondazione il Rubio Ñu aderì alla "Liga Centenario", un campionato che fu creato da alcuni club in disaccordo con la federazione paraguaiana che organizzava il campionato nazionale, la Liga Paraguaya.
Quando la "Liga Centenario" scomparve la squadra entrò nelle divisioni inferiori della Liga Paraguaya; nel 1926 il club vinse la Segunda División ed ottenne per la prima volta l'accesso alla Primera División.
Il club ha trascorso la maggior parte della sua storia tra la seconda e la terza divisione, ottenendo per ben sette volte la promozione in prima (ultima delle quali nel 2008).

## Palmarès

### Competizioni nazionali
- División Intermedia: 7

1926, 1941, 1954, 1961, 1963, 1972, 2008
- Tercera División de Paraguay: 3

1941, 1942, 2005

### Altri piazzamenti
- División Intermedia:

Terzo posto: 2006, 2007

## Rosa 2014-2015
| N. |                      | Ruolo | Calciatore              |
| -- | -------------------- | ----- | ----------------------- |
|    | Argentina (bandiera) | P     | Jorge De Olivera        |
|    | Paraguay (bandiera)  | P     | Diego Morel             |
|    | Paraguay (bandiera)  | D     | Denis Caniza            |
|    | Paraguay (bandiera)  | D     | Julio Domínguez         |
|    | Paraguay (bandiera)  | D     | Pablo Espinoza          |
|    | Paraguay (bandiera)  | D     | Julio Manzur            |
|    | Paraguay (bandiera)  | D     | Claudio Estigarribia    |
|    | Paraguay (bandiera)  | D     | Gustavo Giménez         |
|    | Paraguay (bandiera)  | D     | Celso González Ferreira |
|    | Paraguay (bandiera)  | D     | Miller Mareco           |
|    | Paraguay (bandiera)  | D     | Rubén Monges            |
|    | Paraguay (bandiera)  | D     | Nelson Ruiz             |
|    | Paraguay (bandiera)  | D     | Arnaldo Vera            |
|    | Paraguay (bandiera)  | D     | Hugo Báez               |
|    | Argentina (bandiera) | C     | Wálter Cubilla          |
|    | Paraguay (bandiera)  | C     | Diego Figueredo         |

| N. |                      | Ruolo | Calciatore          |
| -- | -------------------- | ----- | ------------------- |
|    | Paraguay (bandiera)  | C     | Alex Garay          |
|    | Paraguay (bandiera)  | C     | Marcos Giménez      |
|    | Argentina (bandiera) | C     | Maximiliano Lugo    |
|    | Paraguay (bandiera)  | C     | Alfredo Mazacotte   |
|    | Paraguay (bandiera)  | C     | Robert Piris        |
|    | Paraguay (bandiera)  | C     | Ismael Roa          |
|    | Paraguay (bandiera)  | C     | Gustavo Viera       |
|    | Paraguay (bandiera)  | A     | Victor Gómez        |
|    | Argentina (bandiera) | A     | Enzo Maidana        |
|    | Paraguay (bandiera)  | A     | Gumersindo Mendieta |
|    | Paraguay (bandiera)  | A     | Jorge Miguel Ortega |
|    | Paraguay (bandiera)  | A     | Cristian Santacruz  |
|    | Paraguay (bandiera)  | A     | Francisco Vera      |
|    | Paraguay (bandiera)  | A     | Aquilino Villalba   |